# Taiohae

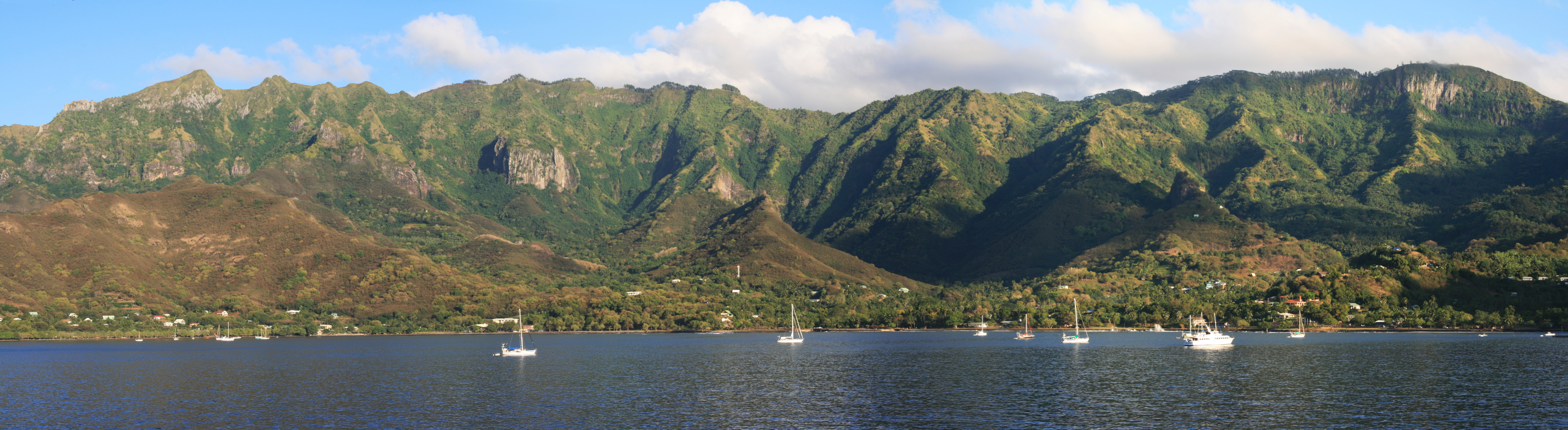
Panorama de Taiohae, vue de la baie.

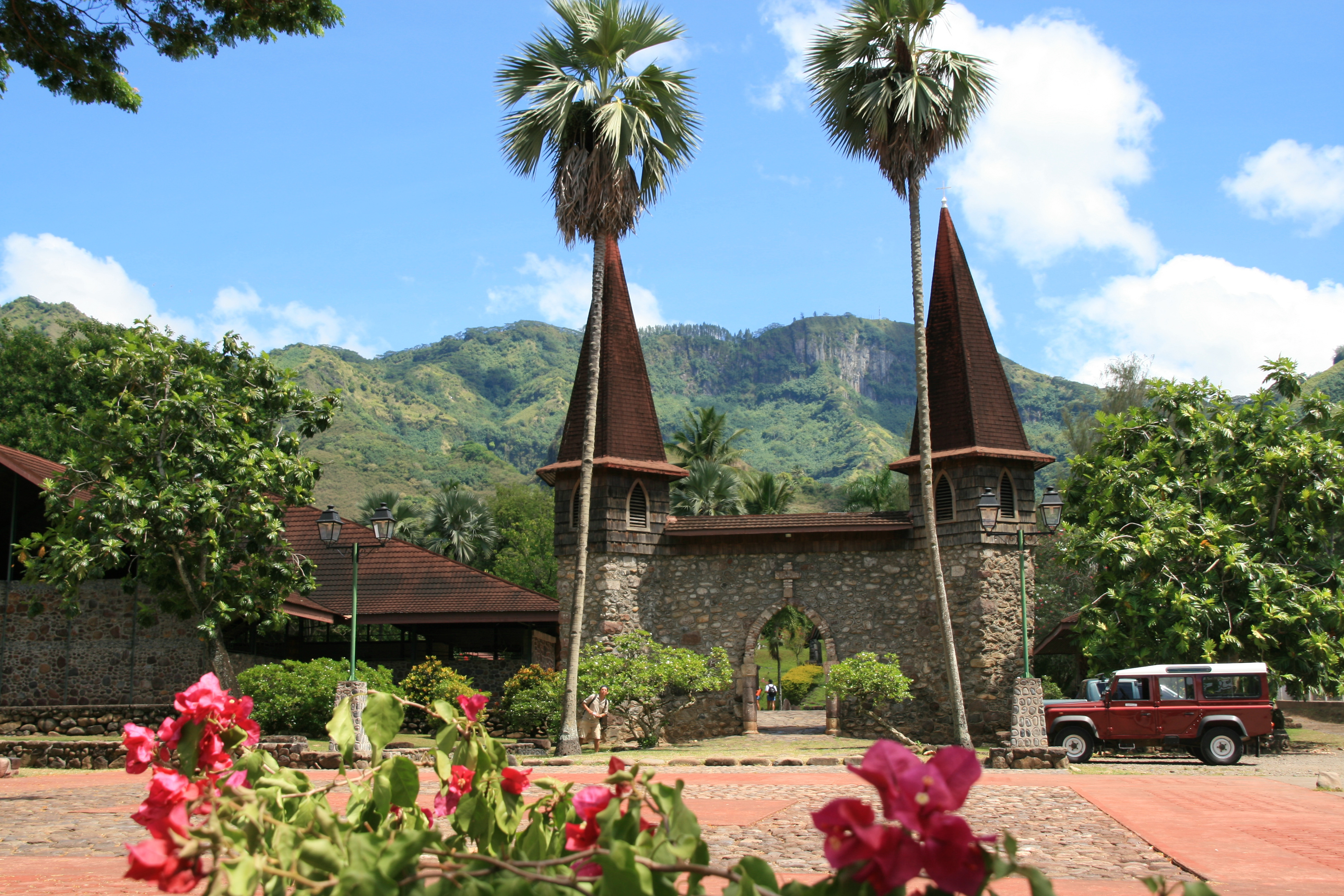
Cathédrale Notre-Dame des Marquises.

Taiohae (parfois écrit Tai o Hae ; parfois désigné également sous le nom de Hakapehi), situé au fond d’une large baie éponyme de la côte sud de l’île de Nuku Hiva, est le principal village de l’île. C’est également le chef-lieu de la commune de Nuku-Hiva et de la subdivision territoriale des îles Marquises, anciennement situé à Atuona, chef-lieu de Hiva Oa.

## Géographie
De part et d’autre de l’entrée de la baie de Taiohae se trouvent deux îles rocheuses, désignées sous le terme de « Sentinelles ». La sentinelle occidentale est désignée Motu Nui, l’orientale Mata ‘Ua Puna. Le mont Muake surplombe le village de ses 864 m, et marque l’extrémité sud du Tōvi‘i, le plateau couvrant l’essentiel de la province de Te I‘i.

## Histoire
C'est à Taihoae que William Pascoe Crook, révérend de la London Missionary Society (LMS, 1795) débarque et est accepté par le chef Keatonui. Après un séjour plutôt agréable, il décide de quitter l'île en 1799. Un compte-rendu est disponible dans Récits de missionnaires aux îles Marquises : (1797-1842).
En 1813, au cours de la guerre anglo-américaine, l'Américain David Porter débarque à Taiohae, est agréé par le chef Keatonui, qui l'implique dans le conflit entre les Taiohae et les Hapa'a. Victorieux, il établit une base navale, qu'il baptise île Madison, en l'honneur du président américain d'alors. Cette possession n'est pas ratifié par les autorités américaines. Et les Taïpi, ennemis traditionnels des Taiohae, valorisés plus tard par Herman Melville dans son roman "Typee"/Taïpi (1846), refusent de pactiser avec les Américains. Un résultat de ces contacts est à terme (1830-1840) une transformation de l'économie et des modes de vie, accompagne d'une catastrophique dépopulation dans tout l'archipel.
Certains Républicains, opposants à Napoléon III, ont été déportés à Nuku Hiva, dans les années 1850, dont Louis Langomazino.
Taiohae est le siège d’un diocèse depuis 1966 ; la cathédrale Notre-Dame de Taiohae (ou cathédrale Notre-Dame des Marquises) se trouve à l’est du village.